# Novena legislatura de les Illes Balears
La Novena legistatura de les Illes Balears fou la novena legislatura autonòmica de les Illes Balears i va començar el 18 de juny de 2015 amb la sessió constitutiva del Parlament de les Illes Balears, en què María Consuelo Huertas Calatayud de Podem fou elegida Presidenta del Parlament. El dia 30 de juny, Francina Armengol Socías del Partit Socialista fou elegida Presidenta del Govern amb 34 vots a favor, 22 en contra i 3 abstencions.

## Eleccions
Vuit formacions polítiques obtingueren representació al Parlament de les Illes Balears en la Novena Legislatura. 
| Candidatures | Candidatures                                       | Vots    | % Vot | Escons |
| ------------ | -------------------------------------------------- | ------- | ----- | ------ |
|              | Partit Popular (PP)                                | 121.981 | 28,50 | 20     |
|              | Partit Socialista de les Illes Balears (PSIB-PSOE) | 81.073  | 18,94 | 14     |
|              | Podem (PODEM)                                      | 62.868  | 14,69 | 10     |
|              | MÉS per Mallorca (MÉS)                             | 59.069  | 13,80 | 6      |
|              | Proposta per les Illes (El PI)                     | 34.060  | 7,96  | 3      |
|              | Més per Menorca (MpM)                              | 6.568   | 1,53  | 3      |
|              | Ciudadanos (C's)                                   | 25.317  | 5,92  | 2      |
|              | Gent per Formentera+PSOE (GxF+PSOE)                | 2.005   | 0,47  | 1      |

## Govern
En aquesta legislatura el Govern de les Illes Balears fou un govern de coalició en minoria format pel Partit Socialista, MÉS per Mallorca i Més per Menorca. L'executiu estigué encapçalat per Francina Armengol ocupant el càrrec de Presidenta del Govern. L'abril de 2017, Més per Menorca abandonà el govern arran de la dimissió forçada de la Consellera de Transparència, Cultura i Esports, Ruth Mateu.